# Arne Lundberg
Arne Herbert Roland Lundberg, född 12 augusti 1918 i Malmö, död där 14 maj 2002, var en svensk socialdemokratisk kommunalpolitiker.
Lundberg, som var uppvuxen i Oxie, var först metallarbetare och därefter stenhuggare. År 1950 bosatte han sig i Malmö, invaldes 1951 i stadsfullmäktige och var 1957–1964 i ordförande i Malmö stads lönenämnd och 1957–1960 ombudsman där. Han var kommunalråd för löneroteln 1961–1965, ordförande i drätselkammaren 1965–1970 och i kommunstyrelsen 1971–1973 (även finanskommunalråd 1965–1973) samt ordförande i kommunfullmäktige 1974–1985. 
Lundberg var 1974–1989 styrelseordförande i Sydsvenska Kraftaktiebolaget (Sydkraft AB) och verkade energiskt för tillkomsten av Barsebäcks kärnkraftverk. Han utmärkte sig även som pådrivare för bland annat Sturups flygplats, Yttre Ringvägen, och byggandet av Hotell Triangeln.